# The Roadside
The Roadside (englisch für „Der Straßenrand“) ist eine am 17. September 2021 veröffentlichte EP des britischen Musikers Billy Idol.

## Hintergrund
Die vier Lieder für diese EP entstanden im Laufe der Covid-19-Pandemie und wurden von Butch Walker produziert.
Die EP wurde in den Ruby Red Studios in Santa Monica aufgenommen, für das Lied Bitter Taste nahm Idol den Gesang im Studio America in Los Angeles auf. Butch Walker steuerte zu den Aufnahmen Gitarren, Bass, Schlagzeug, Keyboards und Programming bei. Er sang auch Backing Vocals, die bei den Liedern Rita Hayworth, U Don’t Have to Kiss Me Like That und Baby Put Your Clothes Back On von Zelma Davis (C+C Music Factory) mitgesungen wurden. Für den Titel Rita Hayworth hatte Blair Sinta das Schlagzeug eingespielt.
Als Single wurde am 11. August 2021 das Lied Bitter Taste veröffentlicht, das zugehörige Musikvideo war von Regisseur Steven Sebring gedreht und von Kevin Murphy und Robert Mulligan produziert worden. Ab dem Tag der Single-Veröffentlichung konnte die EP vorbestellt werden.
Die EP erschien auf dem von George Harrison gegründeten und jetzt von seinem Sohn Dhani betriebenen Label Dark Horse Records und wurde als CD, Schallplatte und über Online-Musikdienste angeboten. Die Schallplatte war unter anderem als limitierte Sonderausgabe auf blauem Vinyl erhältlich und konnte über die offizielle Website Idols auch in signierter Form erworben werden.
Die Vinylausgabe der EP enthielt auf beiden Seiten der Schallplatte jeweils alle vier Titel.

## Titelliste
| Nr.          | Titel                             | Autor(en)                                                | Länge |
| ------------ | --------------------------------- | -------------------------------------------------------- | ----- |
| 1.           | Rita Hayworth                     | Billy Idol, Steve Stevens, Sam Hollander, Grant Michaels | 3:05  |
| 2.           | Bitter Taste                      | Idol, Stevens, Tommy English, Joe Janiak                 | 4:26  |
| 3.           | U Don’t Have to Kiss Me Like That | Idol, Stevens, Butch Walker                              | 4:33  |
| 4.           | Baby Put Your Clothes Back On     | Idol, Stevens, Walker                                    | 3:54  |
| Gesamtlänge: | Gesamtlänge:                      | Gesamtlänge:                                             | 15:58 |

## Rezeption

### Rezensionen
Thorsten Dörting befand in Rock Hard, mit Rita Hayworth habe sich „der Hubba-Bubba-Heavypoppunker aus den Achtzigern ein alters- und zielgruppenkompatibles Sexansingungsobjekt“ herausgesucht, „gefühlt ein Pin-up aus dem 19. Jahrhundert.“ Der „rebel-yellig angehauchten Uptempo-Song“ sei jedoch „mehr hohle Pose als dicke Hose.“ Bitter Taste dagegen überzeuge „als kleines Highlight,“ wogegen U Don 't Have To Kiss Me Like That wiederum „irgendwie als einigermaßen egale Pop-Preminiszenz eines Mittsechzigers“ durchdudele. Das „ärgerliche“ Baby Put Your Clothes Back On würde man „aufgrund des Titels gerne als charmant selbstironisches Abwinken eines zwangsabstinenten Viagristen mögen lernen,“ das Lied entpuppe sich aber „als schlagernahes Verbrechen,“ das in „sangriaseifiger Chorusschmierigkeit“ absaufe. Mit „einem halben Rentenpunkt obendruff“ bewertete der Rezensent die EP mit sieben von zehn möglichen Punkten.
Nikolas Krofta besprach die EP für das Magazin Break Out und kam zu dem Schluss, die neuen Stücke hätten „es absolut in sich.“ Alles, was man an Idol möge, finde sich wieder: Die „starken Hooklines, der unnachahmliche Gesang, der typische Steve-Stevens-Gitarrensound.“ „Rohe Punkenergie und typische doppeldeutige Texte“ habe der Sänger „auch jenseits der Sechzig immer noch drauf.“ Rita Hayworth, U Don 't Have To Kiss Me Like That und Baby Put Your Clothes Back On besäßen alles, was man sich „von einem starken Idol-Release“ erhoffe, Bitter Taste überrasche „zusätzlich mit einem autobiografischen Text.“
Das deutschsprachige Musikportal musikreviews.de schrieb, man könne das Material der EP „augenzwinkernd, aber durchaus treffend“ als „Sounds aus der Glam-Gruft“ bezeichnen. Das rasante Rita Hayworth trage Idols „Einflüsse und Haltung überdeutlich vor sich her, wenn (…) einer Schauspiel-Größe der 1950er und 60er gehuldigt“ werde, während „die Musik nach modern aufgebohrtem Rock´n´Roll aus ebenjener Ära“ klinge. Bitter Taste sei „ein Schmachtfetzen,“ der „okay“ gehe und „wahrscheinlich bis in die 1990er hinein Potenzial für einen Chart-Einstieg gehabt“ hätte. Der Refrain von U Don´t Have To Kiss Me Like That sei dagegen „fast so unwiderstehlich wie jene von White Wedding oder Hot in the City.“ Die EP biete mit Baby Put Your Clothes Back On darüber hinaus ein „besonders pfiffig arrangiertes Finale mit zusätzlichem weiblichem Gesang, Klatsch-Beat und einem leicht gespenstischen Flair, das Western-Geisterstädte im Kopfkino vorbeiziehen“ lasse. Autor Andreas Schiffmann kommt zu dem Ergebnis, Idols „Gespür für Ohrwürmer“ sei immer „noch so gut wie unfehlbar, seine Stimme alterslos, und sein Ideenreichtum offensichtlich nie versiegend.“

### Charts und Chartplatzierungen
| ChartsChartplatzierungen       | Höchstplatzierung | Wochen |
| ------------------------------ | ----------------- | ------ |
| Deutschland (GfK)              | 11 (2 Wo.)        | 2      |
| Österreich (Ö3)                | 43 (1 Wo.)        | 1      |
| Schweiz (IFPI)                 | 9 (4 Wo.)         | 4      |
| Vereinigte Staaten (Billboard) | 176 (1 Wo.)       | 1      |